# Klapka József
Klapka József (Arad, 1786 – Arad, 1863. május 12.) katonatiszt, nyomdatulajdonos, kultúraszervező és mecénás, 1819–1833 között Temesvár polgármestere, országgyűlési követ, Klapka György honvédtábornok édesapja.

## Származása
Cseh-morva származású, örökletes nemesi rangú katonacsalád sarja. Édesapja, Karl Klapka gyógyszerész, aki feleségével, Dávid Borbálával Temesváron telepedett le az 1780-as években. II. József tábori főgyógyszerésszé nevezte ki, és rábízta a Temesköz tábori gyógyszertárainak megszervezését. 1811-ben városi tanácsossá választották. Nagy vagyonra tett szert. Két fia és három lánya volt. 1817-ben halt meg. Másodszülött fia volt Klapka József.

## Élete
Alig 18 évesen, 90 ember élén, főhadnagyi rangban részt vett a Napóleon elleni nemesi felkelésben. Hazatérve, 1807-ben feleségül vette Dávid Teréziát, Jónás Lajos nyomdatulajdonos özvegyét. Felesége a nevére iratta nyomdáját, könyvkötő műhelyét, házát és minden vagyonát. Még abban az évben megkapta a temesvári polgárjogot.
Akkoriban az ő nyomdája volt az egyetlen Temesváron, melyet tehetsége révén hamarosan Magyarország egyik legtekintélyesebb nyomdájává fejlesztett. Kezdetben kalendáriumok kiadásával foglalkozott, amelyből nagy haszonra tett szert. Később újságkiadásba fogott. 1809-ben megjelentette a rövid életű Tagesbericht-et, 1828-ban a Banater Zeitschrift-et, az 1840-es években pedig a Temeswarer Wochenblatt-ot.
Vagyoni helyzete, műveltsége, üzleti összeköttetései folytán Temesvár egyik legbefolyásosabb polgárává vált:
- 1809-ben a Napóleon elől Temesvárra menekített udvari kincstár és levéltár őrzését szervezte meg.
- 1812–1816 között városi árvaszéki taggá választották meg.
- 1813-tól ingyen látta el papírral és könyvekkel temesvári katonai fiúnevelő intézetet és a Hadtestparancsnokságot.
- A beteg nyomdászok ápolására alapítványt hozott létre.
- 1814-ben negyedmagával kibérelte a temesvári színházat, amelyet két éven át vezetett.
- 1815-ben kérvényezte, majd 4000 kötettel (60% német, 40% latin) megnyitotta az ország első vidéki kölcsönkönyvtárát, melyet 16 éven át vezetett.
- 1816-ban József nádor kinevezte az újjászerveződött polgárőrség alezredesének.
- 1817-ben meghal édesapja, majd gyermekágyi lázban felesége, aki 4 gyermekkel ajándékozta meg (József aki irnok lett, Ferdinánd cs.kir. vezérőrnagy, Adolf táborkari mérnök, és Terézia).
- Apai örökségéből kibővítette nyomdáját, ami az ország 55 nyomdája közül a tizedik helyre küzdötte fel magát.
- 1817-ben helyettes városbírónak, majd 1819-ben polgármesternek választották meg. 14 évig önzetlenül, buzgósággal érélyes kézzel vezette a gyarapodó, csinosodó Béga-parti város ügyeit.
- Második felesége, az 1824-ben, korán elhunyt Kehrer Júlia két gyermekkel ajándékozta meg: 1819-ben Júlia, majd 1820-ban György, a későbbi komáromi hős. Harmadik felesége, eggensdorfi Pachmann Anna, rövid együttlét után elhagyta, és visszaköltözött Bécsbe.
- Temesvár szabad királyi várost két ízben is képviselte a magyar országgyűlésben (1825–1827, valamint 1832–1836 között), ahol mindvégig a reformtörekvések mellett szállt síkra, mellyel országos ismertségre tett szert.
- Hosszú távollétei alatt anyagi helyzete egyre romlott. Ezért eladta aradi és temesvári nyomdáját, és házát is.
- Népszerűsége viszont továbbra is töretlen volt. Táblabírája volt Temes, Torontál, Krassó és Heves vármegyéknek. Eperjes díszpolgárává választotta. V. Ferdinánd király érdemei elismerése jutalmául György fiával egyetemben 1841-ben magyar nemesi rangra emelte. Még Haynau is engedett tekintélyének és engedélyezte, hogy meglátogassa György fiát a körülzárt komáromi várban.
- Öreg napjaira visszavonult a közélettől. Aradra költözött, ahol 77 éves korában halt meg.